# F.I.N.E.
F.I.N.E. è una canzone degli Aerosmith. Il brano è stato scritto dal cantante Steven Tyler, dal chitarrista Joe Perry e dal collaboratore esterno Desmond Child. Il titolo della canzone è l'acronimo di "Fucked Up, Insecure, Neurotic, and Emotional", come indicato nelle note di copertina dell'album, è gioca sul termine "Fine" che in lingua originale sta a indicare qualcosa di "piacevole". È la seconda traccia del decimo album in studio del gruppo, Pump. È stata pubblicata come singolo promozionale per le radio rock nel 1989, raggiungendo la posizione numero 14 della Mainstream Rock Songs.

## Struttura
F.I.N.E. è una canzone molto ottimista, simile a quella che la precede nell'album (Young Lust), sia nei testi che musicalmente. Il testo della canzone è molto volgare e si focalizza su una giovane ragazza lasciva, e i versi presentano la frase "I'm Ready" ("Sono pronto") dopo ogni riga, suggerendo una eccitazione sessuale, o di essere "pronto" per il sesso. Nella canzone sono diffusi molti tongue-in-cheek, tra cui "she's got the Cracker Jack, now all I want's the prize" ("lei ha avuto il Jack Cracker, ora tutto quello che voglio è il premio"), "I got the right key baby, but the wrong keyhole" ("piccola ho avuto la chiave giusta, ma il buco della serratura sbagliato"), "I shove my tongue right between your cheeks" ("Spingo la mia lingua dritta in mezzo alle tue guance"), e altri. Il coro presenta una ripetizione della parola "Alright" ("Va bene"), e viene fatto anche un riferimento ironico a Tipper Gore, colei che in quel periodo stava guidando la campagna di censura PMRC.
L'unica menzione del termine F.I.N.E. è nel primo verso "my brand new baby looks so F-I-N-E fine" ("la mia bambina nuova di zecca sembra così bella") e alla fine del brano, quando Tyler canta "everything about you is so F-I-N-E fine" (tutto ciò che ti riguarda è così bello"). Più tardi nell'album Pump, nella canzone What It Takes, è presente un verso "girl, before I met you I was F-I-N-E fine" ("ragazza, prima di incontrarti stavo bene"). F.I.N.E. è stato uno dei potenziali titoli che la band voleva dare all'album, alla fine intitolato Pump. Se si guardano da vicino i furgoni presenti nella copertina di Pump, si nota come la scritta "F.I.N.E." sia riportata nei loro sportelli.

## Significato dell'acronimo
Nelle note di copertina dell'album, è riportato che F.I.N.E. sta per "Fucked up, Insecure, Neurotic and Emotional."
Si tratta di una probabile associazione ai programmi di riabilitazione come A.A. e N.A., che usano frasi simili per descrivere la sensazione che si ha quando la propria vita è fuori controllo.
L'acronimo viene inoltre discusso nei film The Italian Job e Scream 2.
Anche la figlia di Steve, l'attrice Liv Tyler, fa riferimento all'acronimo alla fine del film Super - Attento crimine!!! (titolo originale: Super), del 2012. Durante la scena in cui partecipa a una sessione di gruppo di riabilitazione, nella versione in lingua originale si sente lei che esclama "fucked up, insecure, neurotic, and emotional."

## Nella cultura di massa
La canzone fa parte dell'attrazione Rock 'n' Roller Coaster Starring Aerosmith presente presso i parchi a tema Walt Disney World Resort e Disneyland Paris.